# Fritz Schmidt (Politiker, 1882)
Fritz Schmidt (* 11. November 1882 in Berlin; † 22. April 1964 in Ost-Berlin) war ein deutscher Politiker (SPD).
Fritz Schmidt besuchte eine Gemeindeschule und wurde anschließend an der städtischen Fortbildungsschule und an der Arbeiterbildungsschule in Berlin ausgebildet. Er machte eine kaufmännische Lehre und wurde Angestellter in einer Spedition. 1900 trat er der Konsumgenossenschaft Berlin, 1903 dem Zentralverband der Angestellten (ZdA) und 1904 der SPD bei. Schmidt wurde 1910 Vorsitzender des ZdA in Berlin und zwei Jahre später dort der Geschäftsführer. Er wechselte 1923 zur Allgemeinen Ortskrankenkasse (AOK) als Sachbearbeiter im Bezirk Pankow. Ab 1932 arbeitete er im Wohlfahrtsamt im Bezirksamt Friedrichshain, doch nach der „Machtergreifung“ der Nationalsozialisten 1933 wurde er aus politischen Gründen entlassen. Erst 1938 konnte er eine Stelle bei der Julius Berger Tiefbau AG in Berlin-Grunewald finden.
Nach dem Zweiten Weltkrieg wurde Schmidt 1945 neben Bruno Mätzchen stellvertretender (zweiter) Bezirksbürgermeister von Pankow, wurde aber im folgenden Jahr auf Befehl der Sowjetischen Militäradministration in Deutschland (SMAD) abgesetzt. Bei der ersten Berliner Wahl 1946 wurde er zunächst in die Stadtverordnetenversammlung von Groß-Berlin und in die Bezirksverordnetenversammlung von Pankow gewählt, doch im Februar 1947 schied er aus, da er zum Bezirksrat für Arbeit im Bezirk Kreuzberg gewählt wurde.
Im Dezember 1948 schrieb die SED-Zeitung „Neues Deutschland“, dass Fritz Schmidt, Leiter der Abteilung I (Volksschulen) im Hauptschulamt, der sich wiederholt gegen eine Spaltung des Hauptschulamtes ausgesprochen hatte, es ablehnte, eine Funktion im westlichen Hauptschulamt anzunehmen. Schmidt würde weiter auf seinem Posten verbleiben.